# Rennell
Rennell (lokalnie: Mungava) – wyniesiony atol, należący do państwa Wyspy Salomona na Oceanie Spokojnym, którego południowa część, zwana East Rennell, została w 1998 roku wpisana na listę światowego dziedzictwa UNESCO. Wyspa jest drugim co do wielkości wyniesionym atolem koralowym na świecie, po Lifou. Na południowym wschodzie wyspy znajduje się jezioro Te Nggano, będące największym jeziorem Oceanii. Większość wyspy porośnięta jest dziewiczym lasem tropikalnym.
Rennel ma 86 km długości i 15 km szerokości. Jej powierzchnia wynosi 656 km².